# Список заслуженных мастеров спорта России по конному спорту
Звание «заслуженный мастер спорта России» учреждено в 1992 году. Заслуженными мастерами спорта России по конному спорту становились только спортсмены, все достижения которых в официальных международных соревнованиях пришлись на советский период.

## Список
В списке у каждого ЗМС указываются:

 год рождения (или годы жизни);

 место жительства (субъект федерации) на момент присвоения звания;

 основные достижения на международной арене на момент присвоения звания. 

### 2003
… сентября
- Баклышкин, Лев Павлович (1933—2011; Москва) — троеборье — чемпион Европы 1962, 1965 в командном зачёте, серебряный призёр ЧЕ 1965 в личном зачёте.

### 1990-е — 2000-е
- Менькова, Нина Александровна (1945; Москва)[2] — выездка — серебряный призёр ЧМ 1990, ЧЕ 1989, 1991 в командном зачёте, бронзовый призёр ЧЕ 1991 в личном зачёте, призёр финала Кубка мира 1990 и 1991.
- Евдокимов, Александр Михайлович (1947; Тверская обл., выступал за Москву)[3] — троеборье — чемпион Европы 1973 в личном зачёте, 1965 в командном зачёте, серебряный призёр ЧЕ 1969, 1971, 1973 в командном зачёте.
- Тишкин, Владимир Тогерович (1952; Москва)[4] — троеборье — чемпион Европы 1975 в командном зачёте[прим 1].

### 2017
… июня
- Громова, Нина Георгиевна (1922—2019) — неоднократная чемпионка и рекордсменка СССР (в том числе и среди мужчин).

Громова была представлена к званию ЗМС в 1951 году, однако звания не получила; официальной причиной отказа было неудачное выступление советских конников на ОИ 1952 года, в которых Громова участия не принимала. Инициатором присвоения звания в 2017 году стала президент Федерации конного спорта России Марина Сечина.